# Lucas-Hechos

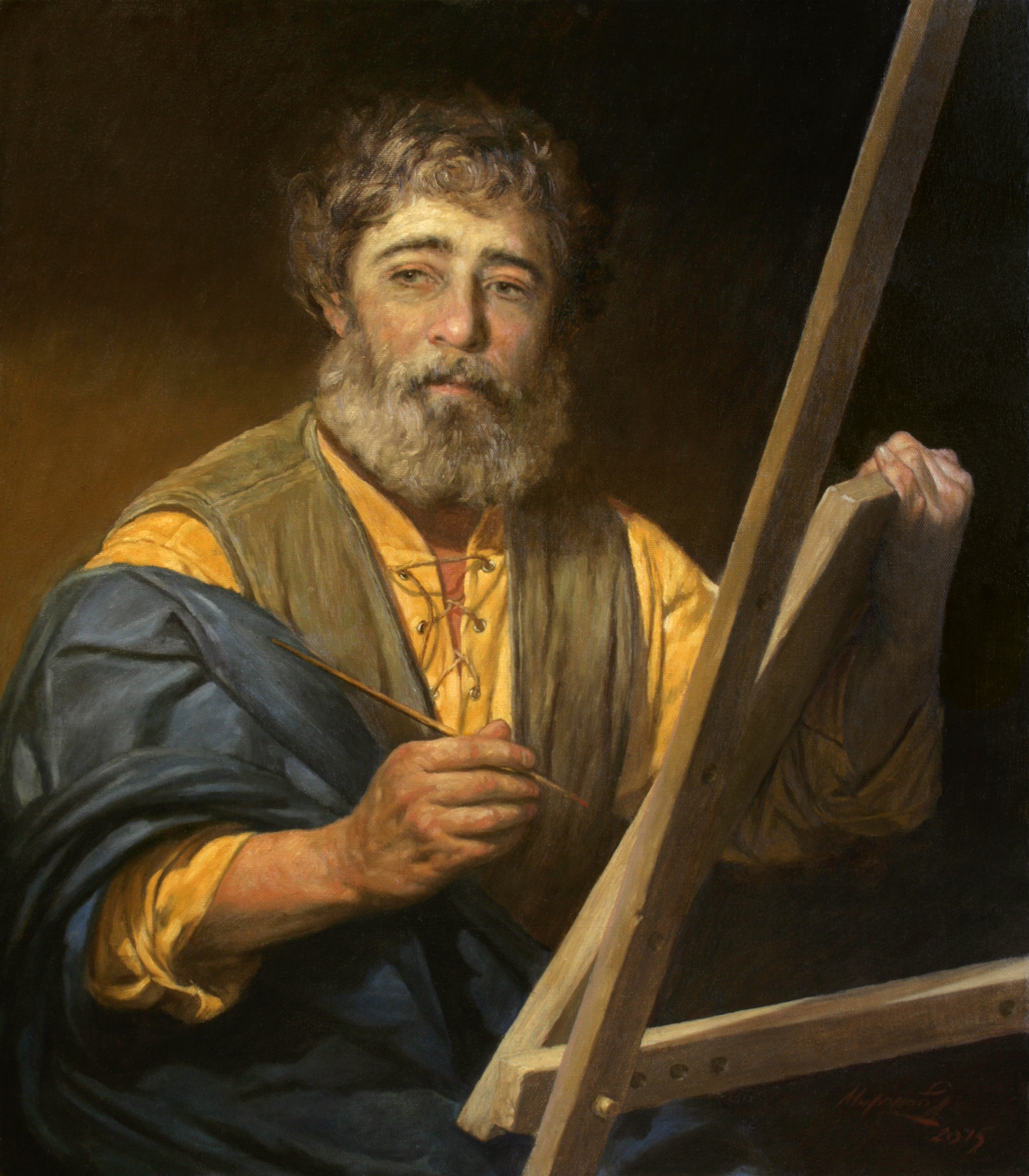
Lucas el Evangelista, referido por la tradición cristiana como el autor del Evangelio de Lucas y los Hechos de los Apóstoles.

Lucas-Hechos es el nombre dado por algunos eruditos bíblicos a la obra compuesta por el Evangelio de Lucas y los Hechos de los Apóstoles en el Nuevo Testamento. Los dos juntos describen el ministerio de Jesús, el subsecuente ministerio de los apóstoles y la edad apostólica.
Ambos libros, Lucas y Hechos, son relatos escritos anónimos a un hombre llamado Teófilo. El libro de Hechos comienza con: «En el primer tratado, oh Teófilo», probablemente refiriéndose al Evangelio de Lucas. Numerosos estudiosos creen que fueron escritos por la misma persona, referida como Lucas el Evangelista. Lucas-Hechos en ocasiones ha sido presentado como un solo libro publicado en la Biblia o Nuevo Testamento, por ejemplo, en The Original New Testament (1985) y The Books of the Bible (2007). 
El punto de vista tradicional sostiene que ambos libros fueron escritos por Lucas, nombrado en Colosenses 4:14, un médico y seguidor del apóstol Pablo, pero algunos eruditos modernos rechazan ese punto de vista. La obra está helenizada y dirigida a un público gentil. Marción, un famoso hereje del siglo II, utilizó una forma modificada de Lucas conocida como el Evangelio de Marción pero no hizo uso de los Hechos, bien porque no lo conocía, porque no le parecía apropiado para su canon bíblico o porque el libro no había sido escrito todavía. Ireneo, un apologista proto-ortodoxo, fue el primero en utilizar y mencionar Hechos, específicamente contra el marcionismo.
Algunos estudiosos señalan que hay dos versiones de Lucas-Hechos, la versión no canónica es 10-20 % más larga que la versión canónica. Los estudiosos no están de acuerdo sobre cual fue la primera.